# Zdzisław Piwowarczyk
Zdzisław Wiktor Piwowarczyk (ur. 11 lutego 1926 w Kobryniu, zm. 21 grudnia 2001) – polski architekt i urbanista.

## Życiorys
Pochodził z rodziny o korzeniach krakowskich. Absolwent Wydziału Architektury Szkoły Inżynierskiej w Szczecinie w 1950 i takiego samego wydziału Politechniki Wrocławskiej w 1951. W latach 1946–1947 zatrudniony w Biurze Odbudowy Portów w Szczecinie. Od 1947 do 1949 pracował w Wydziale Budownictwa Zarządu Miejskiego w Szczecinie, jak również wykładał w szczecińskiej Szkole Inżynierskiej. Od 1949 do 1955 zatrudniony był w Biurze Projektów Budownictwa Przemysłowego w Warszawie i Wrocławiu. Od 1955 do 1956 pracował w Miejskiej Pracowni Urbanistycznej w Poznaniu, od 1956 do 1959 w Biurze Projektów Budownictwa Komunalnego, od 1959 do 1964 w Pracowni "Rataje", od 1964 do 1968 jako architekt powiatowy w Obornikach od 1969 do 1971 w Biurze Studiów i Projektów Łączności od 1971 do 1972 jako zastępca architekta dzielnicy Warszawa-Śródmieście, a w latach następnych w różnych biurach projektowych. W 1978 doktoryzował się na Wydziale Architektury Politechniki Warszawskiej. Prowadził również zajęcia na Wydziale Architektury Politechniki Poznańskiej (lata 1951-1952 i 1975-1980), m.in. w katedrze prof. Władysława Czarneckiego oraz na Studium Podyplomowym Planowania Przestrzennego Politechniki Poznańskiej i Akademii Wychowania Fizycznego. W 1962 wyróżniony był Nagrodą Komitetu Budownictwa, Urbanistyki i Architektury za plan ogólny miasta Poznania (jako współautor).
Zajmował się malowaniem pejzaży i obiektów architektonicznych.
Pochowany na cmentarzu Górczyńskim w Poznaniu (kwatera IIP-32-48).

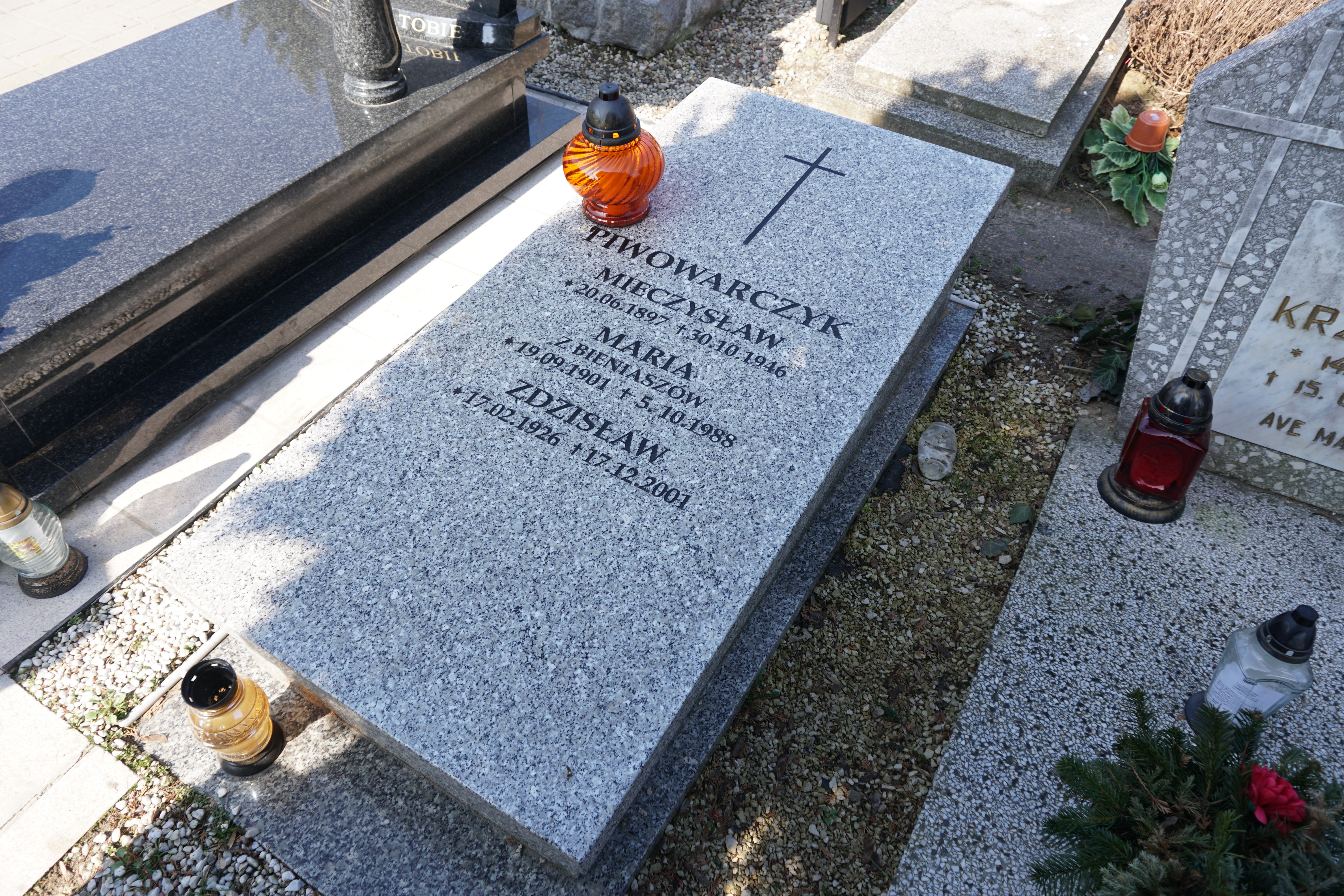
Grób Zdzisława Piwowarczyka na cmentarzu Górczyńskim

## Życie prywatne
Mąż Reginy Pawulanki (architektki). Stryj Stefan był architektem, rodzice Mieczysław i Maria byli nauczycielami na Polesiu. 

## Realizacje
Najistotniejsze prace:
- pływalnie kryte w Olsztynie i Gorzowie Wielkopolskim,
- plan osiedli ratajskich w Poznaniu (wespół z Reginą Pawulanką i Jerzym Schmidtem),
- Wojewódzkie Centrum Telekomunikacyjne w Poznaniu,
- Hala Widowiskowo-Sportowa w Jastrzębiu-Zdroju,
- plan zagospodarowania przestrzennego Wielkopolskiego Parku Narodowego (z Reginą Pawulanką),
- rewaloryzacja terenów zielonych i strefy podmiejskiej Gniezna,
- zagospodarowanie obrzeży jeziora Swarzędzkiego[2],
- plan tzw. Centrum III w Poznaniu.